# Anaz
Anaz es una localidad del municipio de Medio Cudeyo (Cantabria, España). En el año 2008 contaba con una población de 134 habitantes (INE). La localidad se encuentra a 70 metros de altitud sobre el nivel del mar, y a 3,6 kilómetros de la capital municipal, Valdecilla. En este pueblo hay un árbol singular, llamado la «encinona» de Anaz, con más de 15 metros de altura. De su patrimonio destacan: 
- Antigua escuela de niños.
- Palacio y finca del Conde de Torreanaz, de estilo neogótico.
- Iglesia de San Juan Bautista.

En esta localidad nació el escultor del siglo XVII Fernando de Malla, a quien se debe la iglesia de Nuestra Señora situada en el pueblo de La Cárcoba, bien de interés cultural desde 1988.
En 1861 Pascual Madoz señalaba en su Diccionario geográfico-estadístico-histórico de España y sus posesiones de Ultramar cómo, a pesar de que la iglesia parroquial estaba bajo la advocación de san Juan Bautista, era el 27 de diciembre, día de san Juan Evangelista, cuando se celebraba en Anaz una gran romería, «la cual se estableció con motivo de ir a las gentes a ver un preciosísimo pelícano eucarístico y centillero, ambos de oro y de bastante magnitud, los que se vendieron en tiempos de la guerra de la Independencia». Recoge también la presencia de una ermita, denominada de San Roque, entonces ya desaparecida y que se ubicaba en mitad del pueblo, próxima a la «plaza de Bolos». 